# 로도스 축구 국가대표팀
로도스 축구 국가대표팀은 그리스에 있는 로도스섬을 대표하는 축구팀이다. 이 팀은 그리스 축구 협회 산하에 있는 팀이며 FIFA 및 유럽 축구 연맹 회원국은 아니므로 FIFA 및 유럽 축구 연맹이 주관하는 대회에는 참가하지 않는다. 아일랜드 게임 축구에는 4번 출전하여 홈에서 열린 2007년 대회에서 은메달을 획득했다.

## 같이 보기
- 그리스 축구 국가대표팀